# Jakub Śmiechowski
Jakub "Kuba" Śmiechowski (Warschau, 11 oktober 1991) is een Pools autocoureur. Hij is tevens de teambaas van Inter Europol Competition, dat in het FIA World Endurance Championship actief is.

## Carrière

### Formulewagens
Śmiechowski maakte zijn autosportdebuut in 2009 in de Italiaanse Formule Renault 2.0, waarin hij in drie raceweekenden voor Kochanski Motorsport Project reed. Twee tiende plaatsen op het Circuit Mugello en het Autodromo Internazionale Enzo e Dino Ferrari waren zijn beste resultaten. In 2010 reed hij een volledig seizoen in de Formule Renault 2.0 NEC voor Kochanski. Een vierde plaats in het eerste weekend op de Hockenheimring Baden-Württemberg was zijn beste race-uitslag, waardoor hij met 193 punten zevende werd. Tevens reed hij als gastcoureur in twee weekenden van de Eurocup Formule Renault 2.0, met een dertiende plaats op Hockenheim als beste klassering.
In 2011 reed Śmiechowski een tweede seizoen in de Formule Renault 2.0 NEC, waarin hij overstapte naar Inter Europol Competition, het team van zijn vader. Dit jaar was een zevende positie op Hockenheim zijn beste klassering, waardoor hij met 121 punten twaalfde werd in de eindstand. Tevens nam hij deel aan de Formule 2000 Light Winter Trophy, dat plaatsvond op de Adria International Raceway, en werd hier derde en negende in de races.
In 2012 reed Śmiechowski enkel de Formule Renault 2.0 NEC, opnieuw bij Inter Europol. Hij behaalde opnieuw zijn beste race-uitslag op Hockenheim, ditmaal met een negende plaats, en eindigde zodoende op plaats 25 in de eindstand met 75 punten. In 2013 reed hij een vierde seizoen in de klasse, met een dertiende plaats op het Circuit de Spa-Francorchamps als beste resultaat. Met 15 punten werd hij veertigste in het kampioenschap. Tevens reed hij dat jaar in drie van de zeven raceweekenden van de Remus Formule Renault 2.0, waarin hij alle zes de races die hij startte won. Hiermee scoorde hij genoeg punten om tot kampioen gekroond te kunnen worden.
In 2014 stapte Śmiechowski over naar de BOSS GP, waarin hij in de open klasse reed. Hij behaalde twee zeges op Hockenheim en Imola en stond in de rest van het seizoen nog negen keer op het podium. Met 276 punten werd hij kampioen in de klasse. Ook reed hij in de tweede seizoenshelft van het Remus Formule 3-kampioenschap, waarin hij drie overwinningen behaalde: twee op het Automotodrom Brno en een op Hockenheim. Met 156 punten werd hij tweede in het klassement.

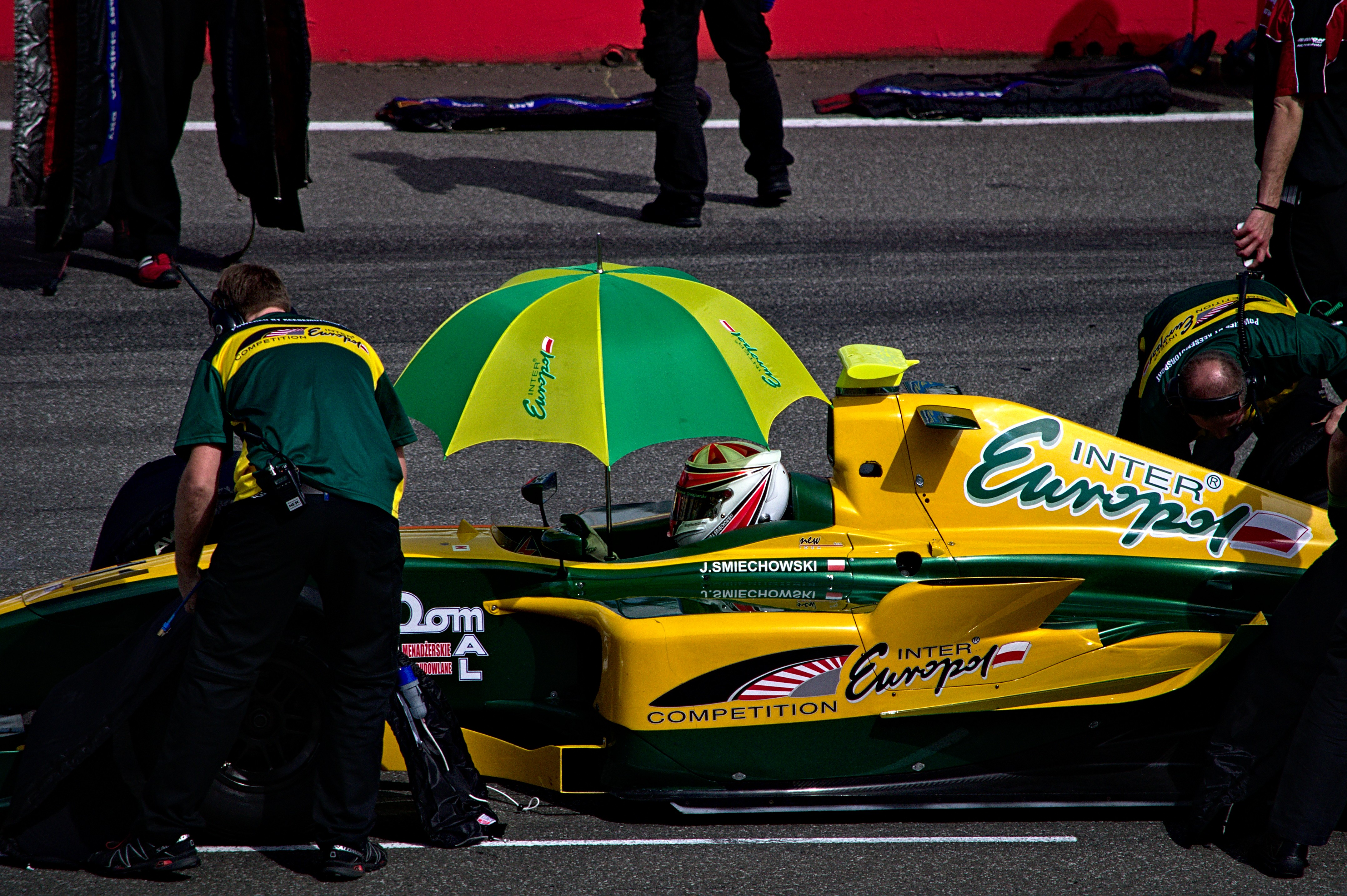
Jakub Śmiechowski in de BOSS GP op de Hockenheimring Baden-Württemberg in 2015.

In 2015 bleef Śmiechowski actief in de BOSS GP. Hij won vijf races: twee op zowel het Circuit Zolder en het Circuit de Dijon-Prenois en een op het TT Circuit Assen. Hoewel hij in alle races op het podium eindigde, eindigde hij met 277 punten als tweede achter Johann Ledermair, die een punt meer had gescoord. In de Remus Formule 3 reed hij in vier van de zes raceweekenden, waarin hij in de seizoensfinale op Brno beide races won. Met 121 punten werd hij vierde in de klasse.

### Endurance
In 2016 stapten Śmiechowski en Inter Europol over naar de enduranceracerij. Hij nam deel in de LMP3-klasse van de European Le Mans Series (ELMS), waar hij de auto deelde met Jens Petersen. Een vijfde plaats in de seizoensfinale op het Autódromo Internacional do Algarve was hun beste resultaat en zij werden met 24,5 punten tiende in de eindstand. In 2017 deelde Śmiechowski de auto met Martin Hippe. Het duo behaalde een podiumfinish op het Circuit Paul Ricard en werd met 56 punten vijfde in het klassement. Tevens reed Śmiechowski in de LMP3-klasse van de V de V Endurance Series, waarin hij samen met Hendrick Still. Het duo won twee races op Portimão en het Circuito Permanente del Jarama en behaalde nog twee podiumplaatsen, zodat zij met 218,5 punten kampioen werden.

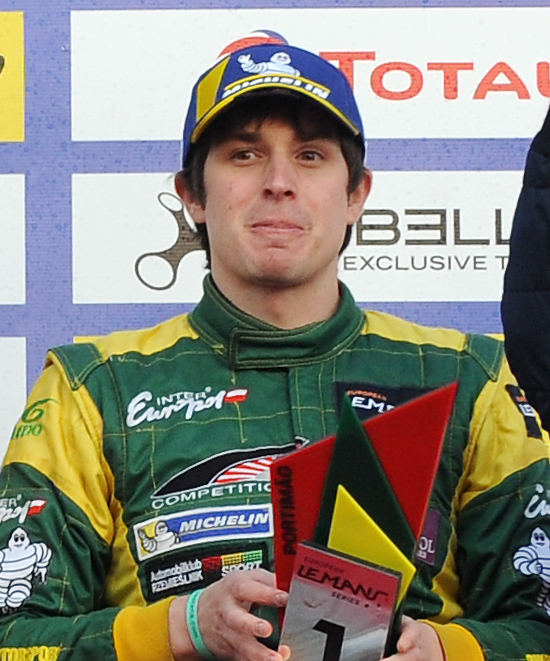
Jakub Śmiechowski op het podium na de 4 uur van Portimão in 2018.

In 2018 bleven Śmiechowski en Hippe een duo in de ELMS. Zij behaalden hun eerste overwinning in Portimão en stonden ook op de Red Bull Ring op het podium. Met 70,25 punten werden zij tweede in het eindklassement. In de V de V Endurance Series deelde hij een auto met Pontus Fredricsson en behaalde hij een zege op Paul Ricard. Met 145,5 punten werd hij vijfde in het kampioenschap.
In de winter van 2018 op 2019 namen Śmiechowski en Hippe voor Inter Europol deel aan de Asian Le Mans Series (ALMS). Zij wonnen de races op het Shanghai International Circuit en het Sepang International Circuit en stonden ook in de races op de Fuji Speedway en het Chang International Circuit op het podium. Met 87 punten werden zij gekroond tot kampioen in de LMP3-klasse. In de ELMS stapte Inter Europol over naar de LMP2-klasse, waar Śmiechowski als de enige vaste coureur optrad. De beste resultaten van het team waren twee twaalfde plaatsen op Silverstone en Spa, waardoor het met twee kampioenschapspunten zeventiende werd in de eindstand. Ook reed Śmiechowski met Nigel Moore en James Winslow in de 24 uur van Le Mans, waarin zij zestiende werden in de LMP2-klasse.
In de winter van 2019 op 2020 reed Śmiechowski opnieuw voor Inter Europol in de ALMS, waar hij ditmaal Winslow en Mathias Beche als teamgenoten had. Een vierde plaats op Shanghai was hun beste resultaat en zij werden met 28 punten vijfde in de LMP2-klasse. In de ELMS vormde Śmiechowski in 2020 een team met René Binder en Matevos Isaakjan. Zij behaalden hun beste race-uitslag op Paul Ricard met een zesde plaats, waardoor zij met 15,5 punten twaalfde werden in het klassement. Deze coureurs reden ook voor het team in de 24 uur van Le Mans, waarin zij zeventiende werden. Verder nam hij Śmiechowski aan twee races van het IMSA SportsCar Championship, waarin hij in de LMP2-klasse derde in Petit Le Mans en vierde in de 12 uur van Sebring werd.
In 2021 reden Inter Europol en Śmiechowski een volledig seizoen in het FIA World Endurance Championship (WEC). Alex Brundle en Renger van der Zande waren de andere coureurs in deze auto, alhoewel Van der Zande in de 8 uur van Portimão werd vervangen door Louis Delétraz. In de 24 uur van Le Mans behaalde het trio hun enige podiumfinish van het seizoen, waardoor het met 84 punten zesde werd in de eindstand. In 2022 reed Śmiechowski samen met Esteban Gutiérrez en Fabio Scherer, alhoewel de laatste na een race werd vervangen door Brundle. Het was een moeilijker seizoen, met een vierde plaats in de 6 uur van Monza als hoogtepunt. Met 20 punten werd het trio vijftiende in de eindstand.
In 2023 deelde Śmiechowski de auto in de LMP2-klasse van het WEC met Scherer en Albert Costa. Na twee podiumplaatsen in de 1000 mijl van Sebring en de 6 uur van Spa-Francorchamps behaalde het team zijn eerste WEC-zege in de 24 uur van Le Mans.